# Rapport de Strehl

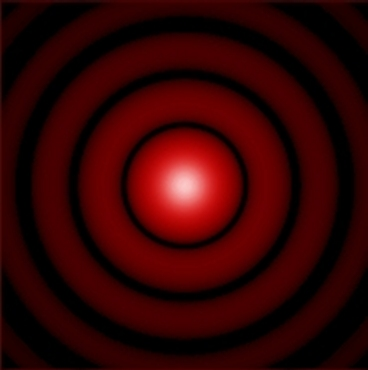
Tache d'Airy, cas idéal de la tache image d'un système limité par la diffraction

Le rapport de Strehl est un des critères permettant de quantifier le pouvoir de résolution d'un système optique. Il est exclusivement utilisé en optique imageante et permet de définir le critère de Maréchal. Avec l'évaluation de l'écart normal au front d'onde idéal, la fonction de transfert de modulation (MTF) et l'énergie encerclée, c'est un des indicateurs les plus utilisés en conception optique.
Le rapport de Strehl tire son nom de l'astronome et opticien allemand Karl Strehl ,.

## Principe

Représentation de la fonction d'Airy

Dans le cas idéal, l'image d'un point par une optique à symétrie de révolution est une tache d'Airy. Cette tache a pour profil une fonction de Bessel d'ordre 1 (fonction d'Airy) qui présente un maximum d'intensité à l'image géométrique. En pratique, on observe une PSF (fonction d'étalement du point)  qui correspond à une déformation de la tache d'Airy à cause des aberrations. Ces déformations se manifestent par une perte d'intensité au maximum de la fonction et par l'amplification des rebonds secondaires. 
Le rapport de Strehl correspond au rapport des éclairements maximaux de la PSF et de la tache d'Airy. Sa valeur est donc comprise entre 0 et 1.

## Définition mathématique
La formule de la diffraction de Fresnel permet d'exprimer ce rapport comme :
{\displaystyle S=|\langle e^{i2\pi \delta /\lambda }\rangle |^{2}}
où {\displaystyle i} est l'unité imaginaire, {\displaystyle \delta } est l'écart du front d'onde par rapport au front idéal en un point donné de la pupille de sortie, {\displaystyle \lambda } est la longueur d'onde et {\displaystyle \langle \cdot \rangle } désigne la moyenne sur la pupille de sortie. Lorsque les aberrations sont suffisamment faibles, ce rapport est donné par la formule approchée de Mahajan :
{\displaystyle S\approx e^{-(2\pi \sigma /\lambda )^{2}}}
où {\displaystyle \sigma } est l'écart type du front d'onde ,.
Physiquement, ce nombre est le rapport entre les pics d'intensités focales de la fonction d'étalement du point réelle et théorique, la valeur mesurée étant toujours affligée d'une aberration. Ce rapport est à rapprocher du critère de finesse optique défini par Karl Strehl,. Sauf mention contraire, le rapport de Strehl est défini au meilleur foyer du système d'imagerie. La distribution d'intensité au niveau du plan image est appelée fonction d'étalement du point ou PSF. 

## Application à l'évaluation de la qualité d'un système optique

### Critère de Maréchal
Grâce au travail d'André Maréchal, un critère a été mis en place pour déterminer à partir de quelle limite le rapport de Strehl montre que le système n'est pas suffisamment corrigé des aberrations . En optique imageante, on considère que le système optique est de bonne qualité (c'est-à-dire limité par la diffraction) si le rapport de Strehl est supérieur à 0,8 . On considère qu'un contraste est visible si le rapport de Strehl dépasse 0,4.

### Astronomie
En astronomie, il permet de donner un indice de qualité pour le seeing et d'estimer les performances des systèmes de correction sur les optiques adaptatives. Il peut également être utilisé en technique lucky imaging.

### En optique ultrabrève
Le rapport de Strehl peut également être employé dans le domaine de la caractérisation de la qualité de recompression temporelle d'impulsions femtoseconde pour évaluer la phase spectrale résiduelle non compensée . Il a également pu être étendu dans le domaine de l'optique ultrarapide à la caractérisation du processus de compression spectrale .

## Limites d'utilisation
Caractériser la forme d'une PSF par un seul nombre n'est pertinent que si la PSF réelle et la PSF théorique ne sont pas trop différentes. Le rapport de Strehl n'est ainsi adapté qu'aux systèmes proches de la limite de diffraction, comme la plupart des microscopes et télescopes.
En photographie, le rapport de Strehl n'est pas toujours pertinent. Tant que la PSF est contenue dans les pixels, le capteur est limitant et le rapport de Strehl ne donne pas d'information sur la qualité du système. Dans le cas des matrices de CCD ou CMOS, ce sont les critères d'énergie encadrée et de MTF qui sont importants.